# جون كانون (لاعب كرة قدم أمريكية)
جون كانون (بالإنجليزية: John Cannon)‏ هو لاعب كرة قدم أمريكية أمريكي، ولد في 30 يوليو 1960 في لونغ برانش في الولايات المتحدة.

## وصلات خارجية
- جون كانون على موقع مرجع كرة القدم المحترفة.كوم (الإنجليزية)